# Taifa Tavira
De taifa Tavira was een emiraat (taifa) in Gharb Al-Andalus, in de huidige Algarve, in het zuiden van Portugal. De taifa kende een korte onafhankelijk periode van 1146 tot 1150. De stad Tavira (Arabisch: Tabira) was de hoofdplaats van het emiraat. Vanaf 1150 kwam de taifa aan de Almohaden uit Marokko.

## Emir
Banu Abi Tut
- Umar ibn Abi Tut: 1146-1150